# Longyuan Power Group
China Longyuan Power Group Corporation Limited («Лунъюань Пауэр Груп») — китайская энергетическая компания, крупный оператор ветряных и солнечных электростанций; входит в число крупнейших публичных компаний страны и мира.

## История
Longyuan Power Group основана в 1993 году как подразделение Национального департамента энергетики Китая; позже компания вошла в состав Министерства энергетики и State Power Corporation of China, в 2002 году была передана China Guodian Corporation. На конец 2008 года компания занимала 24 % рынка ветроэнергетики Китая по общей установленной мощности. По состоянию на 2009 год Longyuan Power Group являлась крупнейшим в Азии и пятым в мире производителем ветровой энергии (у компании было 3032 МВт консолидированной мощности ветряной генерации).
В июле 2009 года сменила название с China Longyuan Electric Power Group Corporation на China Longyuan Power Group Corporation. В декабре 2009 года компания вышла на Гонконгскую фондовую биржу. По состоянию на 2013 год установленная мощностью ветряных электростанций Longyuan Power Group достигла 10 661 МВт. В 2017 году China Guodian Corporation и Shenhua Group объединились в China Energy Investment Corporation, а Longyuan Power Group стала её дочерней компанией.
К концу 2018 года установленная мощность всех электростанций Longyuan Power Group составляла 21 044 МВт, из которых установленная мощность ветряных электростанций достигла 18 919 МВт, тепловых электростанций — 2 875 МВт, солнечных электростанций — 190 МВт, электростанций, работающих на биомассе — 54 МВт, приливных электростанций — 4 МВт. В 2024 году China Longyuan Power Group заняла 1470-е место в рейтинге Forbes Global 2000.

## Деятельность
Longyuan Power Group проектирует, строит и эксплуатирует ветряные, солнечные, геотермальные, приливные, газовые и угольные электростанции, а также электростанции, работающие на биомассе; продаёт электроэнергию сетевым компаниям и другим клиентам; торгует энергетическим оборудованием и углём; предоставляет консалтинговые услуги, услуги по ремонту и техническому обслуживанию электростанций, ветряных турбин и другого оборудования; обучает и тестирует сотрудников ветряных электростанций. Зарубежные активы Longyuan Power Group расположены в Канаде и ЮАР.
Основные наземные и офшорные ВЭС Longyuan Power Group расположены во Внутренней Монголии, Ганьсу, Синьцзяне,  Тибете, Хэйлунцзяне, Ляонине, Хэбэе, Цзянсу, Аньхое, Фуцзяне, Гуйчжоу и Юньнани, а также в Канаде и ЮАР. Кроме того, компания разрабатывает ветряное энергетическое оборудование; владеет флотом для строительства и обслуживания морских ВЭС; проводит проверку, ремонт и техническое обслуживание ветряных электростанций и оборудования (в том числе ветряных турбин).
Основные наземные солнечные электростанции (включая расположенные на крышах) находятся в Цинхае, Ганьсу, Синьцзяне и Тибете. Тепловые электростанции расположены в Цзянсу, геотермальные — в Тибете, приливные — в Чжэцзяне. Также Longyuan Power Group имеет несколько научно-исследовательских и учебных центров.
По итогам 2023 года основные продажи Longyuan Power Group пришлись на ветряную энергетику (73,1 %), угольную энергетику (22,4 %) и солнечную энергетику (3,7 %). Крупнейшими рынками сбыта являлись Китай (98,1 %), ЮАР (1,1 %), Канада (0,5 %) и Украина (0,4 %).

## Акционеры
Крупнейшими акционерами Longyuan Power Group являются GIC Private Limited (8,05 %), Lazard Asset Management (5,04 %), Wellington Management Group (4,84 %), The Vanguard Group (4 %), BlackRock Fund Advisors (2,46 %), Norges Bank Investment Management (2,23 %), Pictet Asset Management (2,21 %), Nordea Investment Management (1,78 %), JPMorgan Asset Management (1,37 %) и APG Asset Management (1,32 %).